# AXN (TVチャンネル)
AXN（エーエックスエヌ / Action eXtreme Network）は、1997年9月21日、アメリカのソニー・ピクチャーズ エンタテインメントにより開設された、ドラマ、映画等を中心に放送する24時間放送の専門チャンネルである。AXNは、アジア・ヨーロッパ・ラテンアメリカなど50カ国以上で放送されているグローバル・チャンネル。

## 概要
AXNの名称は、アクションとアドベンチャーテイストの番組を放送するチャンネルとして、英語の「ACTION」をもじったもの（Action → Axion → AXioN → AXN）。
過去には、海外のAXNでは日本アニメを放送していたが、同じソニー・ピクチャーズ・エンタテインメント系列の「ANIMAX」が各地で開局したことで次第に放送量が減少し、現在では放送されていない。
2020年、ソニー・ピクチャーズ・エンタテインメントは、東南アジアと韓国地区におけるAXN、ANIMAXなどの事業をKC Global Media Singaporeに売却した。
かつては日本国内でもAXNチャンネルを運営していたが、AXN株式会社を2021年10月に家電量販店を経営しているノジマに売却。2023年10月、チャンネル名を「アクションチャンネル」に改称した。